# Kristián August Anhaltsko-Zerbstský
Kristián August Anhaltsko-Zerbstský (29. listopadu 1690 Dornburg – 16. března 1747 Zerbst) byl německý askánský princ a Anhaltsko-dornburský. Později od roku 1742 byl i kníže Anhaltsko-zerbstský. Byl dobrým vojevůdcem a měl hodnost polního maršála, avšak nejznámější je jako otec Kateřiny II. Veliké, ruské carevny a nejznámější ruské reformátorky.

## Život

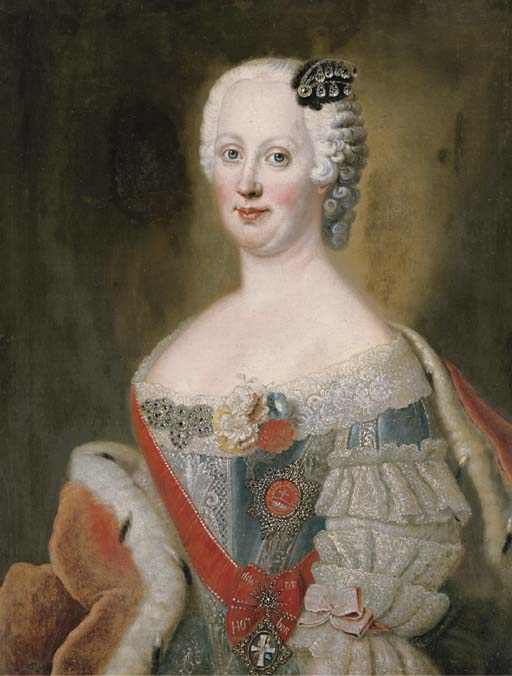
Kristiánova manželka Jana Alžběta

Kristián August byl třetí syn Jana Ludvíka I. Anhaltsko-Dornburského a jeho manželky Kristýny von Zeutsch. Protože jeho otec zemřel předčasně v roce 1704, kdy bylo Kristiánovi 14 let, vládl nadále Kristián společně se svými bratry; Janem Ludvíkem II., Janem Augustem (ten ale roku 1709 zemřel), Kristiánem Ludvíkem († 1710) a Janem Fridrichem († 1742). Samostatně vládl Kristián August tedy jen posledních pět let svého života.
Po šesti měsících, které strávil jako kapitán stráže v roce 1708 se dne 11. února 1709 v Anhaltsku-Zerbstu připojil k pěšímu pluku číslo 8., který později změnil svůj název na Pluk krále Fridricha Viléma IV. Pruského. Tento pluk nadále působil především ve Štětíně. V roce 1711 byl Kristián August vyznamenán Řádem De la Générosité a dne 1. března 1713 byl povýšen do hodnosti podplukovníka. Poté, co se zúčastnil několika vojenských akcí během Války o španělské dědictví, byl v roce 1714 Kristián August jmenován náčelníkem pluku. O dva roky později (1716) byl jmenován plukovníkem a dne 14. srpna 1721 se stal generálmajorem. 24. května 1725 pak získal ocenění Rytíř řádu černé orlice. Kristiánova vojenská kariéra jen vzkvétala, postupně se propracovat až na generála pěchoty a nakonec se stal guvernérem Štětína. Dne 16. května 1742 mu pruský král Fridrich II. udělil nejvyšší vojenskou hodnost; Generalfeldmarschall.
Co se týče vládnutí, pak původně vládli všichni sourozenci spolu, první ale zemřel Jan Augustus a to na neznámou příčinu. O rok později zemřel i Kristián Ludvík. V té době Kristián August pobýval ve Štětíně a předal veškerou moc a vládu Janu Fridrichovi. I ten ale brzy zemřel, svobodný a bezdětný. Kvůli jeho smrti se Kristián vrátil do Srbiště a přejal veškeré tituly.

## Manželství a potomci
Dne 8. listopadu 1727 se Kristián August oženil s Johanou Alžbětou Holštýnsko-Gottorpskou (1712–1760), později spolu měli pět dětí, z nichž se dospělosti dožili pouze jeden syn a jedna dcera.
- Žofie Anhalstko-Zerbstská (2. května 1729 – 17. listopadu 1796), jako Kateřina II. Veliká, od roku 1762 až do své smrti, ⚭ 1745 Karel Petr Ulrich Holštýnsko-Gottorpský (21. února 1728 – 17. července 1762), vévoda holštýnsko-gottorpský a jako Petr III., ruský car od 5. ledna do 9. července 1762
- Vilém Kristián Fridrich Anhalstko-Zerbstský (17. listopadu 1730 – 27. srpna 1742)
- Fridrich August I. Anhaltsko-Zerbstský (8. srpna 1734 – 3. března 1793), kníže anhaltsko-zerbstský,
⚭ 1753 Karolína Vilemína Žofie Hesensko-Kasselská (10. května 1732 – 22. května 1759)
⚭ 1764 Jindřiška Augusta Sofie Anhaltsko-Bernburská (28. srpna 1744 – 12. dubna 1827)
- Augusta Kristýna Šarlota Anhalstko-Zerbstská (*/† 1736)
- Alžběta Ulrika Anhalstko-Zerbstská (17. prosince 1742 – 5. března 1745)